# ニック・セスター
ニコラス・ジョン・セスター (Nicholas John Cester 1979年7月6日 - ) は、オーストラリアの歌手、ギタリスト、シンガーソングライター。ロックバンド、ジェットのリード・ボーカリストとして最もよく知られる。
オーストラリア・メルボルン生まれ。4人兄弟の長男であり、スコットランド人の母とイタリア人の父との間に生まれる。
1996年、高校の友人であったキャメロン・マンシーとバンドを結成。セスターは、おじが「ブラックバード」を弾いているのを見てギターを始めた。バンドがクラブでギグをし始めた頃には、工場でフォークリフト・オペレーターとして働いていた。バンドは「テイク・イット・オア・リーヴ・イット」がヒットしたのちにエレクトラと契約を交わした。
セスターはスーパーグループ、ライツ (The Wrights) の創立者である。
2004年8月、バンドが国際的な成功の絶頂にいる中、最愛の父ジョンを癌で亡くした。セスターは父に捧げる曲として「シャイン・オン」を書き上げた。
2006年10月下旬、セスターは急性咽頭炎と診断された。このことによりバンドはヨーロッパ・ツアーの日程をいくつか変更した。
2007年10月31日、パウダーフィンガー、ミッシー・ヒギンズと共に乳癌の女性のためのコンサートを行った。

## 使用機材

### エレクトリックギター
- ギブソン ES-335
- ギブソン・SG
- グレッチ Duo-Jet.

### アコースティック・ギター
- ギブソン SJ-200 Modern Classic
- Cole Clark FL-3

### アンプ
- ハイワット Amp Head
- ハイワット Quad Box
- マーシャル Quad Box
- オレンジ Amp Head